# Авраам Скитский
Авраа́м — монах Скитский. День памяти — 4 января в Коптской церкви.
Святой Авраам родился в семье богатого землевладельца в Египте. Он стал монахом в пустыне Скитской под окормлением святого Ионы (Jonas). По преданию ему было видение Христа-Спасителя на колесницы, запряжённой херувимами.
Он скончался после восемнадцати лет болезни в Джирджехе (Djirdjeh). Его келья, известная как Дшабих (Dshabih), впоследствии стала известной усыпальницей. Иногда святого Авраама Скитского отождествляют со святым Авраамом из Фаршута, поминаемого в том же календаре в тот же день.